# Kazuya Mishima
Kazuya Mishima (三島 一八?, Mishima Kazuya) è un personaggio immaginario ed uno dei personaggi principali della serie di videogiochi picchiaduro Tekken.
Appare come protagonista nel primo capitolo della saga, Tekken e compare inoltre nella maggior parte di tutti i capitoli della serie ad eccezione di Tekken 3. Secondo alcune fonti (come il finale di Ling Xiaoyu) Kazuya era un ragazzo fragile, dolce e gentile (proprio come sua madre, Kazumi Mishima). L'unico indizio sul suo vero carattere è il suo terzo costume che poi si scoprirà essere Devil.
Kazuya è figlio dell'amministratore delegato del conglomerato mondiale Mishima Zaibatsu, Heihachi Mishima, nel primo capitolo cerca di vendicarsi contro suo padre per averlo gettato giù da una scogliera anni prima. Tuttavia, la sua vittoria su Heihachi gli ha rivelato di non essere diverso da suo padre, in quanto una volta salito a capo della Mishima Zaibatsu si dimostra essere corrotto e spietato, diventando uno dei maggiori antagonisti della serie.
Ebbe una relazione amorosa con Jun Kazama la quale concepì un figlio, Jin Kazama.
Kazuya possiede il Gene del Diavolo, una strana mutazione che lo trasformerebbe in una forma demoniaca conosciuta come Devil Kazuya (デビルカズヤ?, Debiru Kazuya) (o semplicemente Devil, prima dell'apparizione di Devil Jin).
Il nome di Kazuya è un anagramma della parola Yakuza, la mafia giapponese.

## Descrizione

### Aspetto
Kazuya Mishima è un uomo dal viso arcigno e dalla corporatura robusta. Ha i capelli neri pettinati all'indietro, a spina. Il suo torace è attraversato da un'enorme cicatrice, causata da una rovinosa caduta da un burrone, scaraventatovi dal suo stesso padre, Heihachi Mishima. Questa cicatrice diventa rossa quando lui si trasforma in Devil Kazuya. Il viso di Kazuya presenta alcune profonde cicatrici, che si è procurato dopo essere stato gettato in un cratere, alla fine di Tekken 2, sempre da parte di Heihachi, e l'occhio sinistro che è diventato rosso (che simboleggia anche la presenza demoniaca nel suo corpo).

### Personalità
Originariamente Kazuya, seppur orgoglioso, era fragile, buono e sensibile, tuttavia il padre lo teneva sempre sotto rigida disciplina dell'allenamento e non passava molto tempo con lui per via dei suoi costanti viaggi di lavoro, così molto spesso Kazuya era lasciato a casa con la madre Kazumi ed il nonno Jinpachi, infatti con quest'ultimi Kazuya ebbe un legame molto forte ed affettivo, Jinpachi servì come figura paterna per Kazuya diventando il suo istruttore di karate, alla scomparsa della madre, Kazuya divenne più isolato e spinto dal padre in un sempre più rigoroso addestramento, cominciò ad odiarlo, accusandolo della morte della madre.
Dopo la spaventosa caduta dal burrone per colpa del padre, Kazuya venne avvicinato dal demone Devil, che gli propose un patto: Devil avrebbe aiutato Kazuya a sopravvivere alla caduta e gli avrebbe fornito i mezzi per uccidere il padre, ma in cambio avrebbe ottenuto la sua anima. Da quel momento il demone iniziò a corrompere Kazuya incitando l'odio verso il padre, passando in solitudine i futuri vent'anni ad addestrarsi per prepararsi a combattere il padre divenne più deciso ed impassibile.
Alla fine, Kazuya riuscendo a sbarazzarsi del padre, Devil venne a reclamare la sua parte, Kazuya scomparve per diverso tempo, e quando tornò cambiò completamente, diventando molto freddo, crudele e spietato. Tuttavia una minima parte di lui era ancora pura (rappresentato da Angel) e combatteva costantemente contro Devil per cercare di liberare il ragazzo dal demone. Forse l'unica debolezza di Kazuya resta la poco approfondita relazione con Jun Kazama, una ragazza dotata di strani poteri angelici, che, presumibilmente, riuscivano a sopprimere il lato demoniaco di Kazuya facendo emergere il lato buono rimasto dentro di lui, questo rese possibile al padre Heihachi di sconfiggerlo e buttare il corpo in un vulcano.
Anche verso suo figlio Jin Kazama, Kazuya prova, per qualche secondo, qualche sentimento umano, come si vede chiaramente nel suo finale di Tekken 4 (Nonostante ciò, in Tekken 8 giudica patetiche le affermazioni di Jin, il quale sostiene che persone come loro due non dovrebbero esistere), stessa cosa nel suo finale di Tekken 2, dove stupito dal gesto di protezione del padre, ha l'intenzione di aiutarlo.
Contrariamente a suo figlio Jin, che fa di tutto per non lasciare che il demone prenda possesso del suo corpo, lui ne va quasi fiero. A partire dal termine di Tekken 4, Kazuya non sembra più combattere più la sua essenza malvagia, bensì è arrivato a un accordo reciproco dove le due parti lavorano insieme per i propri interessi comuni. A causa di ciò, Kazuya riesce a controllare a suo piacimento i poteri del “Gene del Diavolo”, e si trasforma in Devil Kazuya quando vuole, comunque il controllo che ha Kazuya sulla parte demoniaca non è completo, in quanto nel suo finale di Tekken 4, Kazuya viene completamente controllato da Devil, e nel suo finale di Tekken 5, nonostante Kazuya sia felice di rivedere il nonno, Devil prende il controllo di Kazuya per ucciderlo. In Tekken 7 veniamo a conoscenza che la faida tra Kazuya e Heihachi in realtà sia già cominciata con la morte della madre Kazumi per l'appunto uccisa da Heihachi, inoltre Kazumi aveva previsto che suo figlio e suo marito sarebbero diventati delle minacce, e per quello, desidera la loro morte (Cosa peraltro rimarcata da Jin in Tekken 8)

### Stile di combattimento
Kazuya combatte secondo il karate stile Mishima, l'arte marziale di famiglia (usata anche da Jinpachi ed Heihachi Mishima, rispettivamente nonno e padre, e dal figlio, Jin Kazama, che però la rinnegherà in Tekken 4, ripresa poi dal suo alter ego demoniaco Devil Jin). Il karate stile Mishima è uno stile equilibrato che permette di alternare mosse veloci a colpi potenti. Il luogo di allenamento di Kazuya è l'Honmaru, e il suo maestro è stato Jinpachi Mishima, suo nonno. Dopo la scomparsa di Jinpachi, Kazuya proseguì gli allenamenti senza fare riferimento a nessun mentore.
Kazuya Mishima ha lo stesso stile di combattimento di Devil e Angel in Tekken e Tekken 2 mentre Jin Kazama riprende molte mosse del padre in Tekken 3.

### Devil Kazuya
Devil Kazuya (デビルカズヤ?, Debiru Kazuya), conosciuto nei primi capitoli della serie col semplice nome di Devil (デビル?, Debiru), è la forma demoniaca di Kazuya Mishima. Ha un aspetto antropomorfo, ma si differenzia notevolmente da un essere umano. Tale entità è caratterizzata dal colore viola della pelle, occhi di un rosso intenso, grandi ali di pipistrello ed una coda rettiliforme; possiede una vistosa cicatrice rossa sul petto che simboleggia il “Gene del Diavolo”, mentre il bacino e le gambe sono ricoperti da una peluria scura; le mani possiedono unghie affilate, i piedi invece non sono umani, ma hanno la forma di zampe con tre artigli davanti ed uno dietro che fuoriesce dal tallone; i capelli neri, da cui si dipartono due corna demoniache, sono più folti di quelli di Kazuya, mentre in mezzo alla fronte è ben visibile un terzo occhio di colore rosso da cui Devil è in grado di sparare un potente laser. Questa forma di Devil Kazuya compare solo da Tekken 2 in poi; nel primo Tekken lo troviamo sotto forma di Kazuya parzialmente trasformato: egli qui ha la pelle viola, è più muscoloso e i suoi capelli sono più lunghi. Devil nel primo Tekken è solo un costume extra di Kazuya; in Tekken 2 è un personaggio a parte.
Il suo stile di combattimento è molto simile a quello di Kazuya, tuttavia ha la facoltà di utilizzare le proprie ali, che utilizza per volare e difendersi dagli attacchi del nemico, ed un laser chiamato Inferno (インフェルノ?, Inferuno) (anche conosciuto come Devil Blaster (デビルブラスター?, Debiru Burasutā)), che può ferire e stordire il suo avversario per alcuni istanti.
Durante lo sviluppo di Tekken 2 fu considerato un personaggio troppo forte da parte degli sviluppatori, i quali trovarono che la sua combo a dieci colpi gli permettesse di sconfiggere i suoi nemici troppo facilmente, così la sua potenza e le sue mosse furono bilanciate nuovamente prima della uscita del secondo capitolo. In Tekken Tag Tournament se si selezionano Devil e Kazuya Mishima come lottatori in coppia, durante il cambio l'uno si trasformerà nell'altro, invece dell'usuale animazione di sostituzione del combattente, questo fa sì che non possono essere utilizzate le mosse in tag. La trasformazione è sempre accompagnata da una scarica elettrica viola che colpisce l'avversario se è molto vicino, dando così al combattente il tempo sufficiente per trasformarsi nel suo alter ego senza subire un attacco che interrompa la mutazione.
Devil si basa sul manga Devilman di Gō Nagai, dove il protagonista della storia, Akira Fudo, assume un aspetto molto simile, per l'appunto quello di un diavolo. A partire da Tekken 4 in poi il personaggio fu rimosso completamente dal cast dei giochi della serie regolare, difatti Katsuhiro Harada, produttore della serie, affermò che Kazuya (a differenza di Jin) aveva abbracciato i poteri del diavolo, così come è possibile vedere nelle sequenze finali del personaggio nel quarto capitolo dove dimostra di avere assorbito pienamente i suoi poteri, divenendo così una sola persona.
In omaggio al film Tekken: Blood Vengeance, la trasformazione di Kazuya fu aggiunta come versione alternativa selezionabile in Tekken Tag Tournament 2.

## Biografia

### Tekken
Kazuya Mishima era il primogenito di Heihachi Mishima, uno dei lottatori più forti del pianeta e nipote di Jinpachi Mishima, il fondatore della Mishima Zaibatsu. Sua madre morì in circostanze ignote. Già in tenera età, Kazuya venne indirizzato dal genitore alla via del combattimento, in quanto suo legittimo erede, seppur ciò il nonno Jinpachi, vedendo il buono in lui, decise di prenderlo sotto la sua ala, prendendosi cura di lui ed insegnandogli il karate di famiglia, tuttavia Kazuya non riuscì a completare l'addestramento per via di Heihachi che aveva altri piani per lui. Kazuya, quando aveva cinque anni, fu buttato in un dirupo da suo padre. "Se sei davvero mio figlio riuscirai a sopravvivere!", gli disse Heihachi prima di lanciarlo. Kazuya sopravvisse alla caduta grazie al patto con Devil, un'entità maligna che in cambio della sua anima, avrebbe dato a Kazuya i mezzi per vendicarsi del padre, disperato e desideroso di vendicarsi, accettò l'offerta di Devil così sopravvisse alla caduta, con una grande cicatrice come segno. Purtroppo il prezzo da pagare per la vendetta fu enorme. La sua personalità cambiò inevitabilmente: divenne un ragazzo arrogante e presuntuoso, spietato e crudele, l'enorme cicatrice sul suo petto gli ricordava il motivo per il quale lui doveva restare in vita e lottare: la vendetta.
Kazuya si iscrive a tutti i tornei mondiali più importanti vincendoli tutti (l'unica macchia sulla sua carriera è un pareggio con Paul Phoenix).
Dopo venti anni, Heihachi indisse il The King of Iron Fist Tournament, o Tekken, al quale Kazuya decise di partecipare per uccidere suo padre.
Il giovane Mishima vinse il torneo, sconfiggendo Heihachi in finale e buttandolo in un dirupo, proprio come toccò a lui venti anni prima. Quindi, diventò capo della Mishima Zaibatsu.
Sub-boss di Kazuya è Lee Chaloan. Kazuya è sub-boss di stage 8 di Lee Chaloan e boss di Heihachi Mishima.

### Tekken 2
Mentre Heihachi Mishima risaliva incredibilmente il dirupo, sopravvissuto alla caduta, Kazuya iniziò ad ereditare la compagnia del padre, attirando contro di sé i rancori di molta gente. La Mishima Zaibatsu, sotto l'erede legittimo, divenne ancora più corrotta e spietata di quanto non lo fosse già; ormai Kazuya era assetato di potere e la smania di acquisirne di maggiore lo assaliva ogni giorno che passava. Le continue azioni del primogenito Mishima iniziarono a suscitare profonde invidie e malcontenti, traffici illegali di armi, esperimenti genetici, corruzioni si susseguivano sotto quella spietata dittatura. Il governo di Kazuya Mishima non incontrò convincenti opposizioni e proseguì per altri due anni poi, per un breve lasso di tempo, Kazuya sparì; alcune voci sostenevano che dentro di lui si fosse insediato uno spirito malvagio. In breve, Mishima si ritrovò attorniato da un numero considerevole di rivali e nemici. Così, seguendo le orme del padre, indisse il "The King of Iron Fist Tournament 2", noto anche come Tekken 2.
Heihachi Mishima arrivò in finale senza difficoltà, dove incontrò finalmente Kazuya. Dopo uno scontro all'ultimo sangue, la spuntò Heihachi, che seppe sfruttare le continue crisi di personalità del figlio. Per evitare un suo ritorno (così almeno credeva), prese il suo corpo senza sensi e lo gettò in un vulcano in eruzione. Quindi, tornò il capo della Mishima Zaibatsu.
Nel suo finale, Kazuya sconfigge Devil dopo una cruenta battaglia: disgustato da colui che per anni aveva avuto il completo controllo sul suo corpo, lo lascia moribondo a terra e va via lentamente. Il diavolo, però, riprende coscienza e tenta di colpire Kazuya alle spalle con un raggio laser. Ad un certo punto, Heihachi si frappone tra il raggio e suo figlio, salvandogli la vita. Il giovane Mishima, sbalordito dal gesto del padre, fa per muoversi, poi però scuote il capo e sorride. Afferra suo padre per le spalle e lo usa come scudo umano contro il laser di Devil, poi lancia Heihachi addosso ad esso per distrarlo e, avvicinatosi abbastanza, lo uccide con un Dragon Uppercut. Infine, Kazuya sorride vittorioso.

### Tekken 3
Prima del faccia a faccia con Heihachi, Kazuya conobbe una ragazza di 22 anni, Jun Kazama, abile partecipante al torneo. Jun riusciva ad acquietare l'animo corrotto del primogenito Mishima, lo stesso Kazuya ne fu attratto quasi istantaneamente, ed il tutto non si riduceva ad una questione prettamente fisica. Infatti, non passò molto tempo prima che i due divenissero amanti. Mentre il corpo di Kazuya bruciava in fondo al vulcano, Jun conservava dentro di sé l'eredità di quella relazione clandestina: un figlio. Devil cercò di scappare dal corpo di Kazuya per insediarsi nel figlio non nato, Jun combattendo con tutte le sue forze riuscì a sconfiggere Devil e a farlo fuggire, ma il gene del diavolo venne lasciato in Jin come segno dello scontro.
Proprio per seguire il filo conduttore della trama, Kazuya non è un personaggio giocabile in Tekken 3 e al suo posto è presente proprio suo figlio Jin, il quale esegue tutte le mosse del genitore.
Appare solo nell'intro insieme a Jun Kazama (sua moglie) e a Jin Kazama (suo figlio) e anche nel finale di Eddy Gordo su delle vecchie foto in un tavolo.

### Tekken Tag Tournament
Nel suo epilogo, Kazuya sconfigge Jin Kazama dopo un lungo scontro. Lo guarda, a braccia conserte e con uno sguardo perfido. Poi si volta e preferisce andar via. Ad un tratto, vede Jin trasformarsi in demone e (presumibilmente) i due tornano a combattere.

### Tekken 4
Dopo essere stato gettato in un vulcano in eruzione dal padre, Kazuya sopravvisse grazie al Gene del Diavolo. Fu salvato da una azienda biotecnologica chiamata G Corporation la quale, incuriosita dal suo DNA demoniaco, decise di studiarlo in laboratorio. Kazuya stesso era interessato a scoprire la natura del Gene del Diavolo, per poter completare la sua forma demoniaca e controllarla. Sarebbe diventato invincibile, e al prossimo scontro con Heihachi avrebbe regolato i conti una volta per tutte. Ma il suo piano non andò come previsto: infatti, venti anni dopo, la Tekken Force fece un'irruzione nei laboratori della G Corporation per rubarne i dati. Kazuya divenne furioso: non poteva permettere a suo padre di intralciare i suoi piani un'altra volta. Così, sbaragliò la Tekken Force e sparì.
Interessato anch'egli dal Gene del Diavolo posseduti da Kazuya e suo figlio, Jin Kazama, Heihachi decise di indire il The King of Iron Fist Tournament 4, o Tekken 4. Kazuya sapeva che il torneo era stato organizzato sotto copertura, e che era solo un modo per far uscire allo scoperto lui e suo figlio. Comunque, decise di parteciparvi per vendicarsi del padre e completare la sua forma demoniaca. Arrivò in semifinale contro Jin Kazama, ma sul ring non si presentò nessuno. Kazuya aveva capito ancora una volta le intenzioni di suo padre: lui doveva vincere se non voleva ritrovarsi nella stessa situazione di Jin.
Dunque, la finale era ancora una volta Heihachi contro Kazuya. L'erede Mishima vinse in finale contro Heihachi e al termine dello scontro, Heihachi condusse Kazuya nel complesso Honmaru, per tentare di imprigionare anche lui come aveva già fatto con Jin. Tuttavia ciò diede modo a Kazuya di cominciare il suo piano: assunse parzialmente le sembianze di un demone, tramortì suo padre con i suoi poteri psichici e tentò di assorbire la forza del gene del diavolo di Jin, ma si rese conto che per farlo doveva essere nella sua forma umana. Così decise di iniziare uno scontro con il figlio senza usare i poteri di Devil. Tuttavia Kazuya uscì sconfitto da tale scontro. Anche a Heihachi, una volta ripresosi, toccò la fine di Kazuya: Jin lasciò i due parenti ripudiati privi di sensi nell'Honmaru e volò via sotto sembianze parzialmente demoniache.
Boss di Kazuya è Jin Kazama. Kazuya è sub-boss di stage 7 e 8 di Jin Kazama, di stage 7 Eddy Gordo e boss finale di Heihachi Mishima.
Nel suo finale, gli eventi rimangono i medesimi. Come promesso, Heihachi lo conduce nell'Honmaru, dove Devil prende quasi totalmente il controllo di Kazuya che tramortisce Heihachi con uno sguardo demoniaco e chiama Jin al combattimento. Jin si sveglia e si libera dalle catene che lo tengono prigioniero, lancia uno sguardo pieno di odio verso il padre e iniziano a combattere. Kazuya tramortisce anche Jin e assorbe dal suo corpo il Gene del Diavolo mancante per la sua perfetta forma demoniaca. Fatto ciò, il lato umano di Kazuya muore e Devil prende completamente il controllo del suo corpo, diventando completo. Alla fine viene detto che Devil Kazuya distrusse l'intero complesso Honmaru facendolo scomparire dalla faccia della terra assieme a suo padre e suo figlio. Le circostanze riguardo alla distruzione del complesso Honmaru non vennero mai alla luce.

### Tekken 5
Una volta rinvenuti, Kazuya e Heihachi furono attaccati da un gran numero di Jack-4. I due inizialmente, non avendo scelta, combatterono assieme contro i robot, proprio come padre e figlio, poi però Kazuya tradì il padre, spingendolo tra i Jacks e volando via nella forma di Devil Kazuya. Pochi secondi dopo, l'Honmaru esplose e si credette che Heihachi Mishima fosse morto. Raven, un agente segreto che aveva assistito all'esplosione, annunciò (probabilmente ai suoi superiori) che Heihachi Mishima era morto.
Nel frattempo, qualcun altro prese il comando della Mishima Zaibatsu, organizzando il The King of Iron Fist Tournament 5, o Tekken 5. L'identità del nuovo capo dell'azienda era sconosciuta. Kazuya era interessato a partecipare al quinto torneo per scoprire l'identità di colui che aveva organizzato la competizione, ma anche perché era ansioso di punire chi l'aveva prima aiutato, poi usato e successivamente tradito: la G-Corporation. Non si sa quanto Kazuya avanzò nel torneo tuttavia è confermato che riuscì a sconfiggere Raven riuscendo poi ad estorcergli l'informazione che gli serviva: dietro al torneo si nascondeva suo nonno Jinpachi Mishima risorto grazie ad un demone dalle ceneri del complesso Honmaru. A questo punto Kazuya probabilmente si ritirò dal torneo permettendo al figlio Jin di appropriarsi della Mishima Zaibatsu avendo in mente di prendere possesso della G-Corporation (aiutato dal suo vecchio alleato Bruce Irvin) per poi sfidare il figlio e prendersi la sua vendetta su di lui in futuro.
Sub-boss di Kazuya sono Raven e Heihachi Mishima. Kazuya è il sub-boss di stage 4 di Lee Chaolan, di stage 7 di Bruce Irvin ed Eddy Gordo e di stage 8 Heihachi Mishima.
Nel suo epilogo, Kazuya arriva in finale e batte il capo della Mishima Zaibatsu, suo nonno Jinpachi Mishima che credeva morto da tempo, posseduto da un demone. Alla fine Jinpachi torna umano ma in fin di vita disteso a terra. Kazuya lo prende tra le braccia e cerca di farlo rinvenire chiamandolo "nonno", Jinpachi si risveglia, quindi Kazuya felice del fatto che il nonno sia ancora vivo sorride a Jinpachi e ha un flashback di quando da bambino lui si addestrava insieme al nonno. Kazuya sembra felice di rivederlo, ma dopo poco la sua parte demoniaca prende il sopravvento e l'occhio sinistro si tinge di un rosso inumano. Jinpachi capisce che non c'è più niente da fare. Viene infatti trafitto da suo nipote e polverizzato. Mentre la cenere cade da quella mano assassina, Devil Kazuya sorride sadicamente e si lancia alle spalle uno sguardo perfido.

### Tekken 6
Dopo l'attacco dell'Honmaru, Kazuya lasciò a suo figlio l'opportunità di vincere senza problemi. Kazama diventò il capo della Mishima Zaibatsu e iniziò ad usare i potenti mezzi a sua disposizione per scopi bellici. Proprio come suo padre in passato, si circondò in poco tempo di nemici e rivali, attirò le ire di persone in cerca di vendetta. Jin stava seminando il panico nel mondo. Kazuya decise di approfittare della situazione e cercò di trarre vantaggio dai folli atteggiamenti di suo figlio: così, conquistò silenziosamente la sede della G-Corporation, diventandone il leader segreto, per contrastare Jin. In seguito, Anna Williams si presentò alle porte dell'azienda, intenta ad offrire i suoi servigi a Kazuya (suo vecchio alleato in Tekken 2), dopo aver saputo che sua sorella Nina era stata ingaggiata da Jin come guardia del corpo. La reputazione di Mishima crebbe rapidamente: la gente vedeva in lui l'uomo che poteva bloccare l'orribile operato del capo della Mishima Zaibatsu. Kazuya cercò di cavalcare i favori del popolo e, avendo saputo che la G-Corporation era un'organizzazione molto influente tra le nazioni, mise una taglia sulla testa di suo figlio il quale, con aria di sfida e con lo scopo di eliminare molti suoi nemici, annunciò il sesto torneo. Kazuya rise compiaciuto: era proprio ciò che si aspettava. La nuova battaglia poteva avere inizio.
Boss di Kazuya è Devil Jin, mentre il sub-boss è Heihachi Mishima.
Nel suo finale, cala la notte, alcune truppe della Tekken Force si appostano al di fuori del tempio di Azazel, da cui esce Kazuya. Il primogenito Mishima osserva i soldati che puntano le armi contro di lui, quindi alza al cielo il corpo di Devil Jin incosciente. La Tekken Force riconosce Kazuya Mishima come legittimo capo e lo accoglie con il saluto militare. Kazuya sorride compiaciuto a tale visione e scoppia in una risata lugubre.

### Tekken Tag Tournament 2
Nel suo epilogo, Kazuya sconfigge suo padre Heihachi e suo nonno Jinpachi, successivamente si libera anche di Ogre e arriva ad affrontare lo spirito della sua ex compagna Jun. Dopo averla lasciata trasformare nell'essere demoniaco noto come Unknown sconfigge anche lei e può finalmente ultimare il suo piano, ovvero assorbire i poteri di Unknown che uniti al suo Gene del Diavolo gli permettono di trasformarsi perennemente in una versione ancora più potente e malvagia di Devil dal corpo completamente nero. Soddisfatto dal suo operato Kazuya spicca il volo.

### Tekken 7
Kazuya usufruendo della tecnologia della G Corporation, spia i movimenti del padre Heihachi, il quale, ha un piano per annientarlo insieme a Jin Kazama. Kazuya convinto di prevalere lo stesso, lascia che Heihachi prosegua con il suo piano, ma all'improvviso, un misterioso guerriero entra in scena dichiarando di dover uccidere Heihachi e Kazuya per conto di Kazumi Hachijo: Defunta madre di Kazuya e moglie di Heihachi.
Kazuya invia un gruppo di robot Jack-6 nel luogo dello scontro tra Heihachi e il misterioso guerriero per ottenere informazioni su quest'ultimo, si tratta di un certo Akuma/Gouki (personaggio di Street Fighter), il quale afferma di conoscere Kazumi, è che se lei avesse fallito ad uccidere figlio e marito, ci avrebbe pensato lui quando sarebbe arrivato il momento opportuno. I Jack-6 vengono distrutti da Gouki e Heihachi alleati momentaneamente. Gouki prevale allo scontro convinto di aver ucciso Heihachi e si reca all'edificio principale della G Corporation. Kazuya ordina ai suoi uomini di scortare Gouki al luogo dello scontro perché consapevole che questi non hanno speranze di annientarlo.
Kazuya si rifiuta di credere che sua madre lo voglia morto, chiederà a Gouki su come faceva a conoscerla e se era un membro del clan Hachijo (La famiglia di Kazumi), che però gli risponderà solo di essere stato salvato dalla donna durante una ignota situazione mortale. Gouki praticamente si dimostra superiore a Kazuya, ma lo scontro viene interrotto da Heihachi che con un satellite laser da lui progettato, ha fatto fuoco sull'edificio principale della G Corporation per sbarazzarsi di entrambi, ma Kazuya ne uscirà comunque vivo ed infuriato distrugge l'arma spaziale del padre facendogli capire che la partita non è ancora finita.
Infine, Heihachi e Kazuya si recano in un vulcano determinati ad uccidersi a vicenda. Apparentemente Kazuya avrà la peggio, ma riesce ad uccidere Heihachi con un colpo mortale al cuore (Heihachi era già indebolito anche dallo scontro con Gouki) per poi gettarlo nel magma. Passati alcuni minuti, Gouki, sopravvissuto anche lui all'attacco del satellite, rientra in scena per uccidere Kazuya, ma il risultato dello scontro resta sconosciuto.

## Altri media
Il personaggio di Kazuya compare nell'OAV Tekken: The Animation, dove è doppiato in originale da Kazuhiro Yamaji, che ruota intorno alla relazione tra il giovane Mishima e Jun Kazama. Il film ha ricevuto critiche miste dai fan del videogioco, alcune delle quali negative incentrate proprio sull'aspetto del personaggio, che ricorda molto quello di Vegeta, protagonista del manga e anime Dragon Ball.
Nel film del 2010, Kazuya è interpretato dall'attore Ian Anthony Dale dove presenta notevoli differenze con la sua controparte dei videogiochi e caratterialmente è più vicino al fratellastro Lee Chaolan; inoltre non possiede il gene del diavolo, anche se Heihachi fa intuire che nasconde un lato sadico e malvagio, ha la barba e non ha la cicatrice sul petto.
Kazuya appare anche in Namco × Capcom dove è controllato da Devil Kazuya. Alla fine, viene sconfitto da Jin, Heihachi e Ryu e il demone regredisce allo stato umano, ovvero alla forma umana di Kazuya. La trama del videogame si sviluppa durante gli eventi di Tekken 4 o dopo di essi. Tuttavia, essa non ha ripercussioni effettive sulla storia principale della serie Tekken.
Kazuya è inoltre apparso nel videogioco Street Fighter X Tekken uscito nel marzo 2012.
Kazuya appare inoltre come combattente DLC in Super Smash Bros. Ultimate.

## Accoglienza
Gaming Target ha classificato Kazuya come il terzo miglior personaggio della serie di Tekken, grazie anche alla sua riapparizione dopo la presunta morte in seguito alle vicende di Tekken 2. Insieme a suo padre Heihachi, Kazuya venne etichettato da GameAxis Unwired come uno dei personaggi più influenti della serie Tekken. Entrambi vengono anche considerati come i peggiori genitori del gioco, da parte di Kotaku, con Kazuya messo per il suo antagonismo verso suo figlio Jin e a sua volta confrontato col suo rapporto verso il padre Heihachi.
All'uscita di Tekken 4, IGN ha reputato Kazuya "la cosa più vicina che può essere definita un protagonista" nella serie, citando i suoi tratti malvagi e le finalità che lo spingevano a partecipare ai vari tornei della serie. Il suo Uppercut speciale, il "Lightning Wire", è stato classificato da GamesRadar come una dei più soddisfacenti uppercut della storia nel gioco. GamesRadar ha inoltre dichiarato Kazuya come uno dei "personaggi della quale vogliamo sapere di MENO al riguardo", aggiungendo "Kazuya di Tekken non poteva rimanere il misterioso eroe del primo gioco... no, doveva diventare un capo corrotto e avido che ha venduto la sua anima ai demoni molto tempo fa". Lo stesso sito ha classificato Kazuya come "il sesto eroe caduto diventando un cattivo terribile", commentando: "Da Tekken 2, Kazuya viene consumato dal Gene del diavolo che lo trasforma in un demone ibrido affamato di potere. Non solo sembra più intrigante, è anche molto più forte, rendendolo uno dei più formidabili cattivi della storia di Tekken".
Prima Games ha classificato il "Wind Electric God-Fist" di Kazuya come la quarantasettesima migliore mossa della storia dei picchiaduro". Arcade Sushi ha piazzato la stessa mossa alla sesta posizione fra le più iconiche nei videogiochi di lotta, mentre Thunderbolt Games l'ha elencata come una delle combo più fastidiose di questo genere di videogiochi, affermando: "Se avete intenzione di competere in uno dei giochi attuali di Tekken e avete intenzione di utilizzare Kazuya, non è solo d'obbligo che tu impari questa mossa ma sia in grado di eseguirla in coerentemente". Arcade Sushi ha anche classificato Kazuya come "il quinto miglior lottatore della saga", commentando "giocando a Tekken ci siamo accorti che Kazuya non è davvero un bravo ragazzo, solo il male minore, il che vuol dire comunque tanto".
La rivista Play Generation lo classificò come il terzo personaggio più tamarro dei videogiochi usciti su PlayStation 2 tenendo conto della sua apparizione in Tekken 5.